# Русское психоаналитическое общество
Русское психоаналитическое общество (аббрев. РПСАО) — профессиональная общественная организация.

## История
РПСАО было создано в 1922 году инициативной группой учёных и общественных деятелей, среди которых И. Д. Ермаков, О. Ю. и В. Ф. Шмидт, М. В. Вульф, Г. П. Вейсберг, А. Г. Габричевский, А. А. Сидоров, П. П. Блонский, С. Т. Шацкий, М. А. Рейснер, В. А. Невский, Ю. В. Каннабих, Н. Е. Успенский и другие.
Закрыто в 1930 году.

## Члены общества
Первым председателем был И. Д. Ермаков, затем — с 1925 года М. В. Вульф, позднее с 1927 — Ю. В. Каннабих.
Секретарями Общества были — А. Р. Лурия, позднее — В. Ф. Шмидт.
Членами Общества также были: Р. А. Авербух, Л. С. Выготский, Б. Д. Фридман, другие.

## Деятельность
В период своего существования с 1922 по 1930 годы РПСАО регулярно проводило свои научные и организационные заседания, на которых заслушивались доклады членов общества и приглашённых гостей. Публикация отчётов об этих встречах представлена в Internationale Zeitschrift für Psychoanalyse.
Официальной резиденцией РПСАО в 1922—1925 годах являлся Государственный психоаналитический институт. В этом институте членами РПСАО проводились обучающие семинары для студентов, педагогов и врачей. Руководителями семинаров были И. Д. Ермаков, С. Н. Шпильрейн, М. В. Вульф, Б. Д. Фридман.
Под научным руководством РПСАО проводилась исследовательская деятельность в Детском доме-лаборатории «Международная солидарность».

## Современное состояние
Возобновило свою деятельность с 1995 года (ныне — РПО).